# Löschboot 1

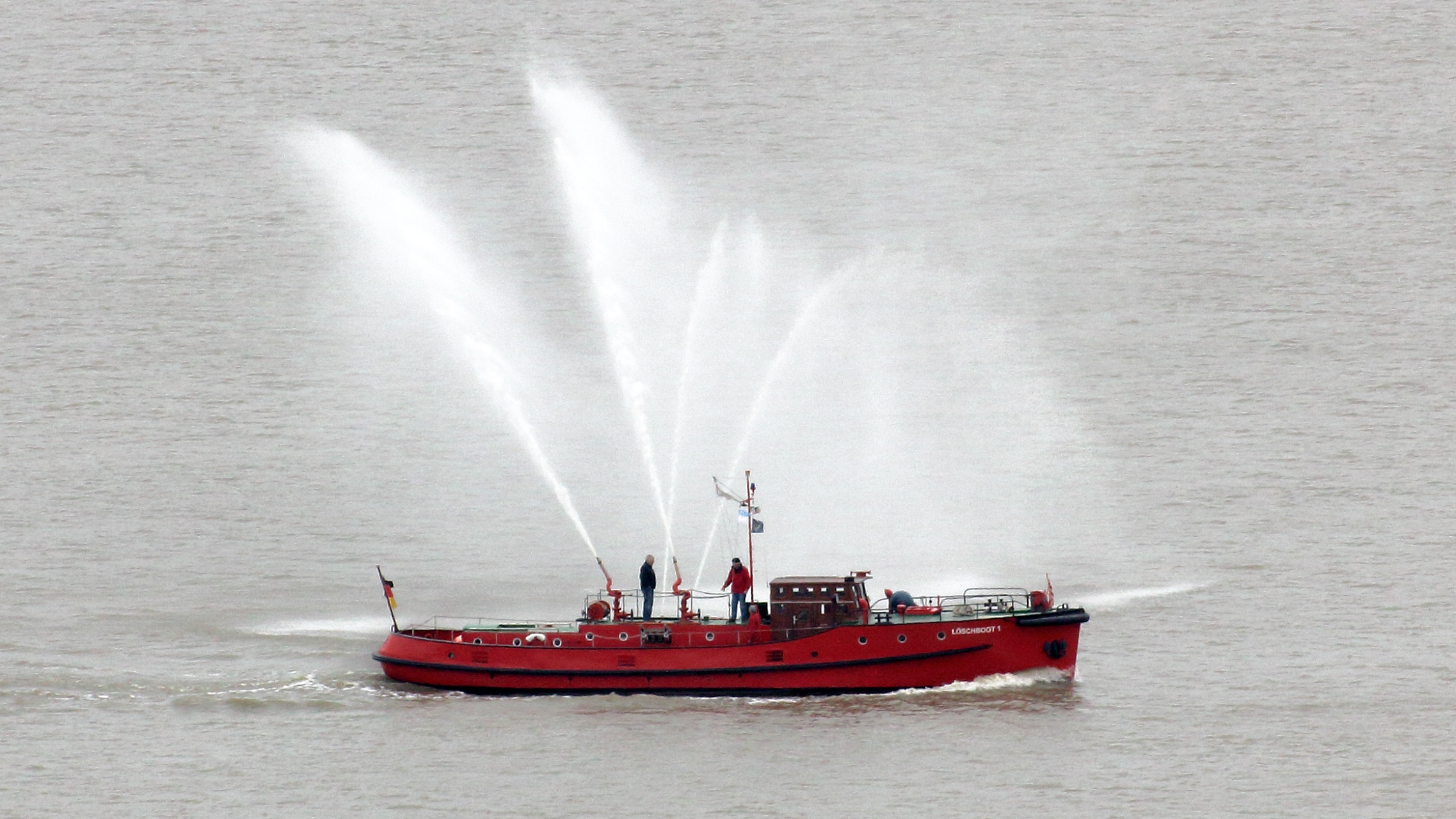
Löschboot 1 bei einer Vorführung in Bremerhaven (2012)

Das Löschboot 1 war ein Feuerlöschboot der Kriegsmarine und später der Feuerwehr Bremerhaven. Seit 1996 wird es als Traditionsschiff unterhalten. Es trägt die ENI-Nummer 05304930.

## Geschichte
Das Löschboot 1 wurde 1941 als Feuerlöschboot bei der Hamburger Schiffswerft August Pahl für die Kriegsmarine gebaut und von 1941 bis 1945 in der Kriegsmarinewerft Wilhelmshaven eingesetzt.
Nach Kriegsende übergab es die US-Armee an die britische Besatzung. Von 1945 bis 1950 lag es im Hamburger Hafen. Ab 1950 wurde es an die Berufsfeuerwehr Bremerhaven ausgeliehen, die es 1954 erwarb und bis 1973 zur Brandbekämpfung in Bremerhaven und auf der Weser einsetzte.
1974 baute die Werft Schichau Unterweser das vorher hölzerne Ruderhaus in einen Steuerstand aus Stahl und Glas um, der durch die niedrigere Höhe Brückendurchfahrten im Kaiserhafen ermöglichte.
Mit der Indienststellung des Löschkreuzers Weser 1974 wurde das Löschboot 1 nicht mehr auf der Weser, sondern nur noch im Kaiserhafen 1 und Fischereihafen als Begleitboot eingesetzt. Nach einer Reparatur der Antriebsmaschine wurde das Löschboot 1 1995 als Brandbekämpfer ausgemustert und an die Schiffergilde Bremerhaven e.V. als Museumsschiff übergeben. Nach der Außerdienststellung befand es sich von 1996 bis 2007 im Museumshafen Bremerhaven.
Seit 2007 ist der Schifferverein Rekum und Umgegend von 1919 e. V. der Eigner und das Löschboot 1 liegt als Traditionsschiff im Vegesacker Hafen.

## Technische Daten
Das Löschboot 1 ist eins der ersten Boote, deren Maschine und Wendegetriebe direkt vom Steuerstand aus per Maschinentelegraf bedient werden konnten. Ein Sechszylinder-Dieselmotor lieferte 200 PS Leistung. Die von AMAG Hilpert hergestellten Pumpen lieferten im Parallel-Betrieb bis zu 12.000 Liter Wasser pro Minute bei 50 Meter Wassersäule. Die Besatzung des Schiffes bestand aus zwei Mann. Im Einsatzfall wurde sie durch eine Löschmannschaft verstärkt.

## Denkmal
Die hohe schifffahrtsgeschichtliche Bedeutung des Feuerlöschboots fand seine Würdigung durch das Landesamt für Denkmalpflege Bremen, das 2023 das Löschboot 1 als Technisches Denkmal unter Denkmalschutz stellte. Dadurch wird es möglich, finanzielle Mittel für die weitere Renovierung zu beantragen, die auf 500.000 Euro veranschlagt wurden.
Im Juli 2024 hat der SPD-Bundestagsabgeordnete für den Wahlkreis Bremen Uwe Schmidt bekanntgegeben, dass der Bund ca. 250.000 Euro aus Denkmalschutz-Programmen bereitstellt. Weitere 250.000 Euro kommen vom Land Bremen.